# Tröchtelborn
Tröchtelborn település Németországban, azon belül Türingiában. Lakosainak száma 303 fő (2023. december 31.).

## Népesség
A település népességének változása:
| Lakosok száma | 306  | 303  | 297  | 300  | 303  |
|               | 2017 | 2019 | 2021 | 2022 | 2023 |